# Johannes Ewald
Johannes Ewald (Copenhaga, 18 de Novembro de 1743 – Copenhaga, 17 de Março de 1781) foi um poeta dinamarquês do século XVIII.
Ewald Sofreu influências de Klapstock, Corneille e, Shakespeare e de lendas nórdicas. Escreveu odes, cantatas, romances e dramas.
O êxito da sua obra fúnebre ao rei Frederico V (1766) fê-lo abandonar a sua vida aventureira e lançar-se na literatura. Entre as suas obras mais famosas contam-se o drama em verso Adão e Eva (1769), Rodolf Krage (1770), a primeira tragédia original da literatura dinamarquesa, a comédia satírica Arlequim patriota (1772) e as óperas Balders Død (A morte de Balder, 1774) e Fiskarne (Os Pescadores, 1779). Uma das canções desta última ópera veio a ser o Hino nacional da Dinamarca.